# Archivo Municipal de Valencia
El Archivo Municipal de Valencia, también llamado Archivo Histórico Municipal de Valencia (en valenciano: Arxiu Municipal de València), es un archivo español perteneciente al Ayuntamiento de Valencia ubicado en la actualidad en el Palacio de Cervellón de Valencia (Comunidad Valenciana). En la misma localidad tienen sede varios archivos públicos más como el Archivo del Reino de Valencia, el Archivo Histórico de la Comunidad Valenciana, el Archivo de la Real Academia de Bellas Artes de San Carlos, el Archivo General y Fotográfico de la Diputación de Valencia o el Archivo de las Cortes Valencianas, además de otros depósitos documentales de interés y titularidad particular como los archivos eclesiásticos (el Archivo Catedralicio de Valencia, el Archivo Diocesano de Valencia, el Archivo del Colegio del Corpus Christi o del Patriarca o el Archivo Parroquial de San Esteban), militares (Archivo Intermedio Militar Centro), educativos (Archivo Histórico de la Universidad de Valencia) y privados (Archivo del Marqués de Dos Aguas).  

## Historia
El origen del Archivo Municipal de Valencia se remonta al siglo XIII, cuando en 1238 Jaime I ocupó la ciudad de Valencia y creó los dos cargos esenciales, las primeras instituciones locales: el Baile, que administraba y gestionaba el patrimonio del rey, y la Curia oficial encargado de administrar la justicia ordinaria local en la ciudad, y que, a partir de 1250, pasaría a llamarse Justicia, después instauró el Mostassaf y el Consejo de prohombres. Siete años después creaba, mediante el estatuto de 13 de septiembre de 1245, la institución de los Jurados, que gobernaban, administraban y regían la ciudad, fundamentando el futuro poder ejecutivo municipal hecho que supuso el nacimiento de la universidad o municipio de la ciudad de Valencia. Fue el primer gran municipio creado por Jaime I en la Corona de Aragón, pues posteriormente otorgó estatutos similares a Barcelona y la Ciudad de Mallorca en 1249, y en 1272 a Zaragoza.
El Consejo General de la Ciudad de Valencia, desde la creación de las primeras instituciones municipales, buscó sitio donde almacenar y conservar los documentos. Concedidas por privilegio del rey de 21 de mayo de 1239 en la Ciudad de Valencia, se habilitaron unas casas para el establecimiento del Curia y su corte de Justicia, la plaza de la Almoina, detrás de la Sede de Valencia, que fue el primer emplazamiento del archivo donde empezaron a guardarse los primeros documentos.

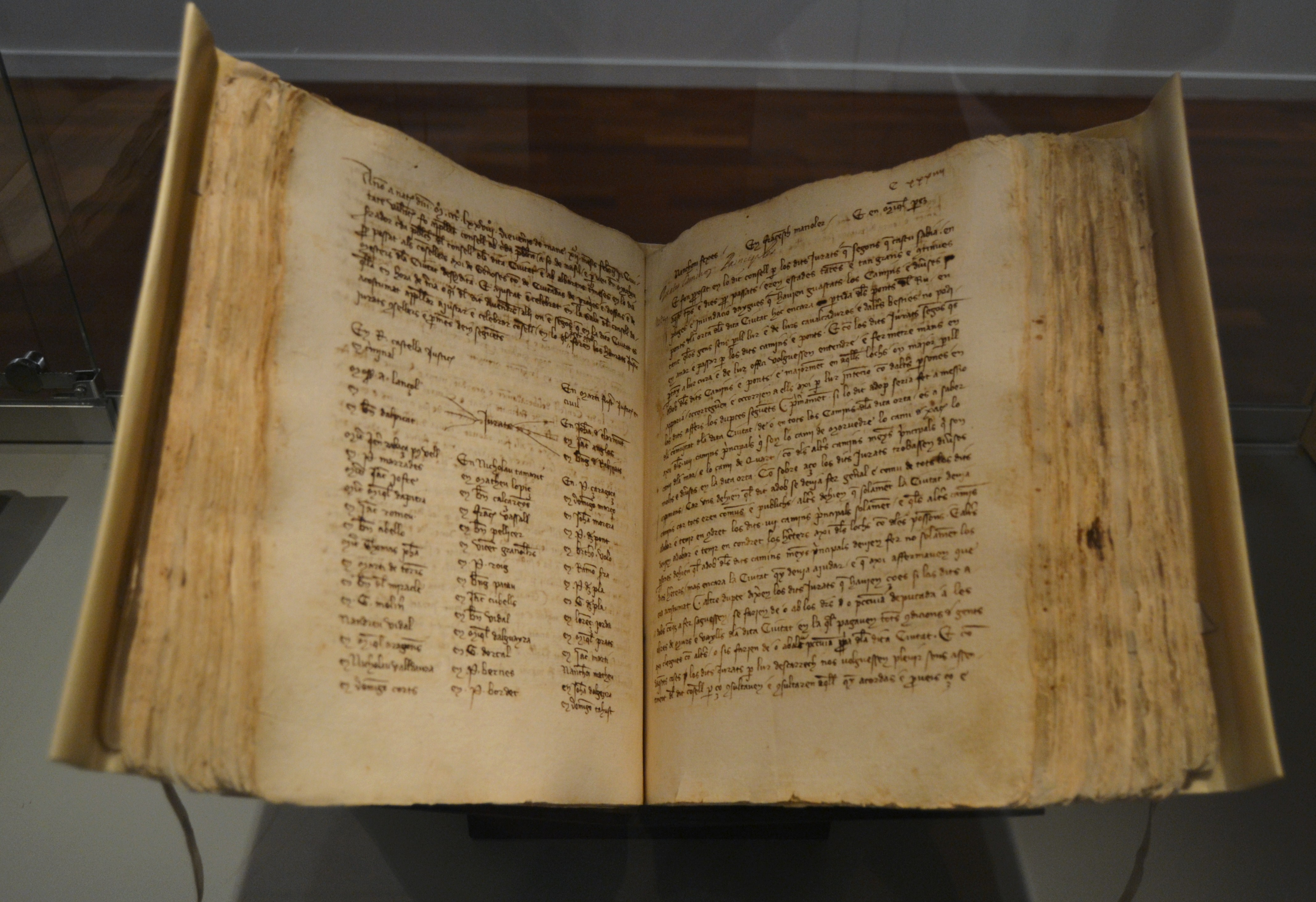
Manual de Consejos de 1496

En 1306, un incendio, y la falta de espacio propiciaron un cambio de sede; por privilegio de 22 de abril de 1311, Jaime II autorizó al Consejo de la Ciudad la adquisición de unas casas en la calle Cavallers y en este solar hizo construir un edificio gótico, que fue la sede del Consejo municipal.
En 1412, a principios del XV, el Consejo decidió habilitar un lugar concreto para guardar los documentos y mejorar la conservación de los libros más importantes de la Ciudad, como El Libro de los Fueros o el Libro del Consulado de Mar. Los fondos del Archivo fueron aumentando y había que inventariarlos y clasificarlos racionalmente, pues era dificultoso para el escribano encontrar cualquier documento que se le pedía. Prueba de ello es el libro de Protocolos Notariales de 1484, donde se recoge una relación de los «Libros de actas del Consejo» desde 1306.

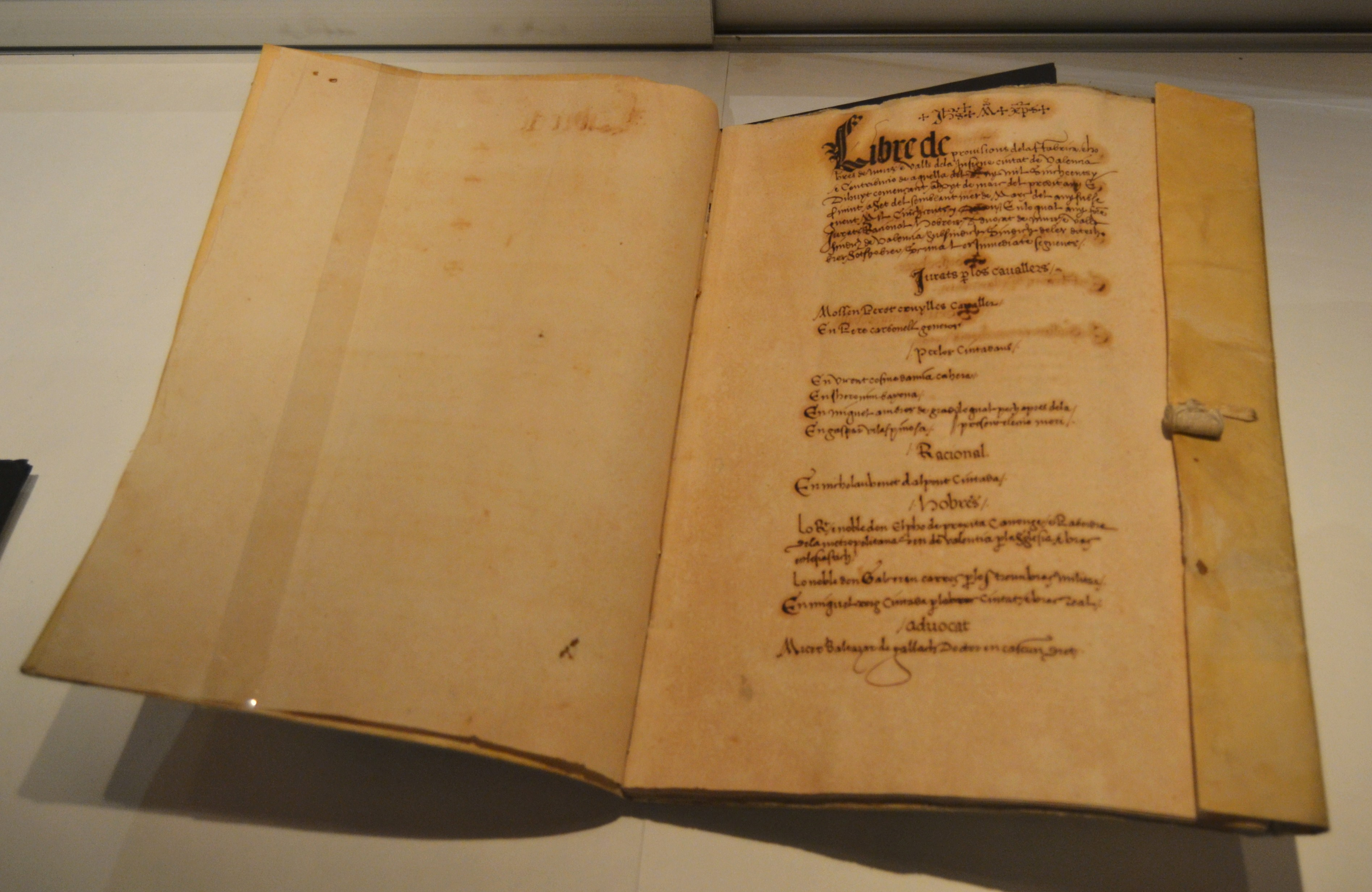
Libro de la Fábrica de Muros y Valles del año 1519

El 26 de febrero de 1729 se encargó al Escribano Mayor, Andrés Tinajero, la elaboración de un Inventario General de todos los documentos del Archivo para agilizar la gestión institucional, tarea que terminó en junio de 1732.
Los fondos del Archivo Municipal, junto con otros elementos artísticos de gran valía, se conservaron en la Casa de la Ciudad, en la calle Cavallers, hasta mediados del siglo XIX, cuando se construyó un edificio de nueva planta destinado a cubrir las necesidades de la ciudad, las cuales el antiguo palacio gótico ya no podía satisfacer, debido a su estado runoso.
El nuevo emplazamiento elegido fue el edificio de la calle Reglons que ocupaba la Casa de la Enseñanza, lugar al que ya se habían trasladado provisionalmente parte de las oficinas municipales. La Casa de la Enseñanza fue una institución fundada por el arzobispo Mayoral en el siglo XVIII. Formando parte de esta Casa, estaba la Iglesia de Santa Rosa de Lima que también integraba la Iglesia de la Cofradía de la Sangre, y los tres edificios formaban un rectángulo delimitado por las calles de la Sangre, Arzobispo Mayoral, Periodista Azzatti y las dependencias occidentales del antiguo convento de San Francisco.
En 1894 se aprobó el Reglamento Interior del Archivo Municipal que se establecía un sistema de clasificación general de los documentos y fijaba el método para la salida y entrada de los mismos.

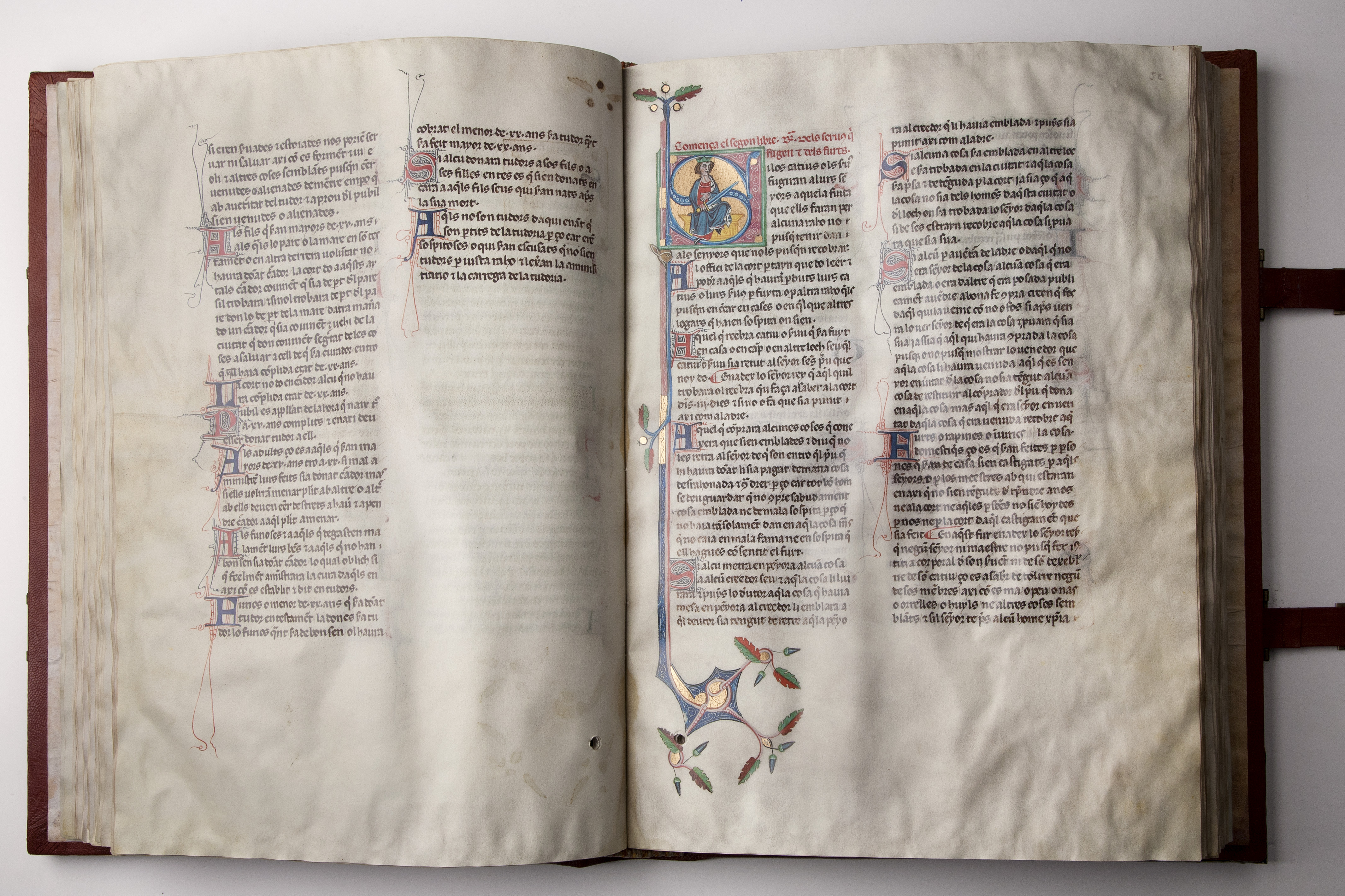
Fuero de Jaime I (1238-1271): «Si alguien pondrá en prenda alguna cosa a algún creedor suyo, y aquello le entregará y puys el deudor aquello que había puesto en prenda al creedor le embladerá, aquel deudor haya tenido que rendir aquella prenda al creedor que le había emblada. Y pues sea castigado así como ladrón.»

El 16 de marzo de 1923, un nuevo Reglamento del Archivo regulaba el régimen de funcionamiento y establecía las disposiciones necesarias para la conservación, catalogación y estudio de los fondos.
El proceso de traslado del gobierno municipal al nuevo emplazamiento fue largo: el Archivo Municipal de Valencia fue una de las primeras instalaciones que se incorporó, consolidándose en 1935, durante la Segunda República, período en que fueron incorporadas las dependencias anexas de la iglesia de Santa Rosa al edificio del archivo para instalar definitivamente el Archivo Municipal de Valencia y el Museo Histórico de la Ciudad.
En las últimas dos décadas del XX, por imperativo de espacio y también por la adecuación a las tecnologías de la comunicación y de la información hicieron necesario la adquisición de una nueva sede. La ciudad adquirió el Palacio de Cervellón, que fue rehabilitado por ser el nuevo destino de los casi ochocientos años de la historia de la ciudad y el reino de Valencia, que custodia el Archivo Histórico Municipal.
Con la llegada de la administración electrónica, el pleno del ayuntamiento aprobó el 30 de enero de 2015, el último Reglamento del Archivo Municipal de Valencia, que contemplaba la nueva realidad tecnológica.
En los últimos años empezaron las tareas de informatización y digitalización de fondos, como el padrón, registro civil o archivo fotográfico, y se trabaja en la implantación de un sistema de fichero electrónico que cumpla con la normativa archivística vigente, lo que comporta tareas de ampliación del cuadro de clasificación de la documentación. También se ha incorporado el archivo al Sistema Archivístico Valenciano en Red (SAVEX).

## La sede: el Palacio de Cervellón
La nueva sede del Archivo Municipal de Valencia, inaugurada el 8 de mayo de 2003, es un edificio funcional y moderno, que alberga la memoria escrita de la ciudad y que cuenta con las últimas tecnologías archivísticas. Las nuevas instalaciones miden unos 3.500 m2 aproximadamente y cuenta con 8.000 metros lineales de estanterías, repartidas en cuatro plantas. Con un diseño y una estructura dividida en dos edificios que separados por un pasillo que delimita el espacio privado del público, el antiguo Palacio de Cervellón, y la zona donde se han ubicado los servicios internos, como depósitos y laboratorios.

### El espacio público
En el primer piso del antiguo palacio se encuentra la Biblioteca José Serrano Morales, creada en 1908 con el legado de este erudito y bibliófilo, la cual contiene más de 20.000 volúmenes, entre ellos más de 20 incunables, así como muchos libros raros y otros documentos de gran valía, como la correspondencia del ilustrado valenciano Gregori Maians. Se trata de una biblioteca histórica con un fondo documental muy importante, la cual está incorporada en el Archivo Municipal.
En la segunda planta se encuentra la sala de investigación con una capacidad para cuarenta personas, un espacio amplio que acoge a los investigadores que desean consultar los fondos del archivo. La sala está equipada con medios telemáticos y además dispone de terminales fichas para consultar in situ las bases de datos del archivo: fondos e instrumentos de trabajo, así como las fichas catalográficas; también cuenta con dos lectores de microfilms. En esta planta se ha habilitado un aula y centro de reuniones, para realizar seminarios, jornadas, conferencias o cursos de formación especializada.

### El espacio restringido
El Archivo Municipal de Valencia dispone de cuatro depósitos en la primera, segunda, tercera y cuarta planta. Todos ellos están equipados con armarios compactos de mecanismo manual. En todos los depósitos se instalaron medidas de seguridad y conservación de los documentos, así como de extinción de incendios.
Por lo que respecta a la conservación de los documentos, los depósitos están controlados para regular las condiciones ambientales, temperatura y grado de humedad, más adecuadas para la correcta conservación de los documentos. También cuenta con dos salas, la primera destinada al tratamiento de los documentos, donde existe una cámara de fumigación y donde se efectúa la limpieza, y pasan después a la sala de clasificación, habilitada con mesas y estanterías, donde se procede a la clasificación, ordenación e incluso en la catalogación.

## El fondo documental
El Archivo Histórico Municipal de Valencia es uno de los más importantes de su ámbito en el Reino de Valencia y en Europa, testimonio de las diversas manifestaciones históricas, sociales, religiosas, económicas, literarias y culturales valencianas, así como una fuente principal del conocimiento histórico; el documento más antiguo es un privilegio del rey Jaime I de 1226.
Su importancia reside no sólo en los miles de documentos que conserva referentes a la ciudad de Valencia, básicamente la documentación generada por el Gobierno de la Ciudad desde 1239 hasta aproximadamente los años 70 del siglo XX, exceptuando algunas series como todas las relacionadas con el gobierno de la ciudad que siguen hasta prácticamente la actualidad. También lo integra documentación ajena al gobierno municipal pero que está fuertemente vinculada a él, como la Documentación Gremial, del Tribunal de Comercio o Documentación de Lonja, así como de los pueblos anexionados, así como documentación de todas las tierras valencianas.

### Documentos más destacados
Entre toda la documentación conservada, destacan:
- Los «Fueros de la Ciudad y Reino de Valencia»,es uno de los cinco códices de fueros valencianos conocidos actualmente. Se trata de un documento del siglo XIII manuscrito en vitela, de gran valor histórico y artístico, contiene los fueros de Jaime I y Alfonso II, recopilación de leyes valencianas, aprobadas por Las Cortes, realizada por el notario real Bonanat Pedra el año 1329.
- El «Libro del Consulado de Mar», valioso códice del siglo XIV sobre vitela, recopilado por Jaume Gisbert a petición del Consejo el 4 de junio de 1407. Recoge el privilegio fundacional del Consulta, los usos y las leyes del comercio marítimo medieval, resultando un verdadero código de derecho marítimo medieval. Destacan las bellísimas miniaturas de Domingo Crespí que contiene ordenaciones jurídicas medievales de derecho marítimo, que tuvieron gran aceptación en todo el Mediterráneo hasta la Edad Moderna. Éste de Valencia es uno de los más bellos entre los conocidos dentro de su género.
- El «Libro del Mostassaf», códice en vitela que recopila las normas reguladoras del oficio del Mostassaf entre 1563 y 1568. El «Mustaçaf» fue una institución creada por el rey Jaime para la salvaguarda de las ordenanzas sobre actividades mercantiles y artesanales, control de pesas y medidas, policía urbana, limpieza y salubridad pública. Tiene una de las portadas más artísticas correspondientes a libros manuscritos o impresos conservados en el Archivo.
- «El libro de insaculación», destinado a la regulación de los 'insaculados' o personas elegidas entre los prohombres de la Ciudad para los Oficios Mayores, que podían ser ejercidos por caballeros, generosos y ciudadanos. Es el ejemplar más ricamente encuadernado de todos los del Archivo.
- «El libro del Ceremonial», confeccionado por Félix Cebrián Aracil entre 1692 y 1704, por orden del Consejo de la Ciudad entre los siglos XVII y XVIII. Contiene todo lo referente al desarrollo y proceder de los representantes de la Ciudad, de los Jurados, Racional, Síndico y otros oficiales, funcionarios y representantes de la Ciudad, en todos los actos públicos en los que debían tomar parte. En este libro estipulaban el calendario, ceremonias y actos a los que asistían los magistrados de la ciudad, disposición y lugares que debían ocupar en festividades religiosas y civiles.
- «La Bula de Sixto V», es un códice precioso manuscrito de treinta folios de vitela útiles, más dos de guarda; el texto en latín, es una muestra del buen quehacer de la letra procesal de finales del xvi (1585).
- «Manuales de Consejos», es la serie documental más importante del archivo, registro de las actas, acuerdos y sesiones celebradas por los Jurados y el Consejo General desde 1306 hasta 1707, son un reflejo de la vida económica, política y administrativa de la Ciudad. Tratan diversas materias como la elección, el nombramiento y juramento de cargos, concesión de subsidios, ordenamiento de pagos, disposiciones de orden público, fiestas, avituallamiento, censos, impuestos, quitas, etc. Tras la abolición de los Fueros los sustituyeron los Libros Capitulares y Actas.
- Los «Libros de Pregones y Llamadas» recogen las llamadas pregonadas por el trompeta público de la Ciudad de Orden de los Justicias y Jurados, con indicación de fecha y lugar, desde 1557 hasta 1836. Se trata de disposiciones referentes sobre todo a sanidad, orden público y abastecimientos.
- «Cartas Misivas», que registran la correspondencia remitida por los Jurados a otras ciudades, a los propios monarcas o a diferentes dignidades eclesiásticas desde 1334 hasta 1816.
- Las «Claverias», desde el XIV al XVIII, recoge una abundante documentación ordenada en diversas series documentales que representan la actividad de la Claveria, institución que en época foral representaba la tesorería o administración de las finanzas municipales. Se agrupan en Claveria Comuna, Claveria Censals y Claveria del Quitament.
- La «Documentación Notarial» del XIV al XVIII comprende registros de los documentos redactados por los notarios de la ciudad.
- Los «Libros de la Mesa de Cambios», que fue el primer banco municipal, creado por privilegio del rey Martín el Humano el 20 de octubre de 1407, para garantizar los depósitos dinerarios, públicos y privados, así como evitar las irregularidades que se daban en las operaciones mercantiles. Recogen toda la documentación conservada sobre el mismo siglo XVI al XVIII. Contiene, entre otros, los asientos a diario de las cantidades debidas a la Mesa y la causa de la obligación. En 1499, a iniciativa de los Jurados, se elaboraron unas constituciones para la creación de un Studi General, aprobadas por bula de Alejandro VI en 1501 y por Fernando el Católico en 1502. El municipio promovió y sustentó financieramente de la universidad, nombraba al profesorado y atendía a su gobierno. En el Archivo Municipal se conservan los Libros de la Universidad de Valencia que recogen, entre otros, libros de matrículas y de grados del Estudio General entre los xvi al xviii.
- «La Junta de Propios y Arbitrios contiene información sobre cuentas municipales de época borbónica (1766-1835).
- «Libros de Avecindamientos», son registros de las personas que se avecindaban en la Ciudad de Valencia y del juramento prestado al efecto desde 1349 hasta 1611.
- «Libro de Muros y Valles» siglos xiv al xix. Desde la conquista de Valencia por Jaime I, éste dispuso la obligación de conservar muros, cerradores, caminos públicos, etc, ordenando en 1251 la contribución de los ciudadanos a la construcción, mantenimiento y reparación de aquellos. En 1358 una riada del Turia, que derribó la muralla y los puentes, promovió la creación de la Junta de Muros y Valles mediante privilegio real, más tarde llamada Fábrica de Muros y Valls, que estuvo dedicada a la construcción y reparación de las murallas, fosos, torres, puentes, acequias y caminos.
- «Documentación de la Lonja» desde el XVIII al XIX, que recoge información referente a la Junta de Comercio, con expedientes, órdenes, oficios, actas, entregas, recibos, etc.
- «Documentación Gremial» XIII al XIX. Los gremios eran corporaciones formadas por maestros, oficiales y aprendices de una misma profesión u oficio, regidos por ordenanzas o estatutos gremiales, que eran aprobados por el gobierno municipal para defender sus intereses. En Valencia llegaron a alcanzar gran importancia, siendo muy abundantes en número. Se conserva una extensa colección de documentos de los gremios de armeros, albañiles, cereros y especieros, corredores de oreja,[b] corredores de lonja, curtidores, sederos, sarracedores, muros y valles, peraires, plateros y sastres.
- «Documentación de los Hospitales Medievales.» Los hospitales en la Edad Media con una función más asistencial, de acogida de personas desvalidas, que puramente sanitaria. En el Archivo Municipal se conserva documentación, mayoritariamente libros de cuentas, referente a los siguientes hospitales: San Lázaro (1406-1509) destinado a la atención de leprosos, de En Clapers (1361-1480), De los Beguins (1401-1604) ) y de la Reina (1410-1496).

## El fondo gráfico
El fondo gráfico comprende planos de la ciudad de diferentes épocas, como el plano de Antonio Mancelli (1608) o el del Padre Tosca (1704), así como mapas y planos de zonas específicas de Valencia, de edificios emblemáticos y copias de planos catastrales de la década de 1930-1940, carteles anunciadores de fallas y feria de julio de los siglos XIX y XX.
Además cuenta con el Archivo Fotográfico integrado por negativos y fotografías positivadas desde el último tercio del siglo XIX hasta los años 80 del siglo XX aproximadamente. La mayor parte del fondo corresponde al fotógrafo Vicente Barberà Masip. Las fotografías muestran diversos aspectos de la ciudad de Valencia, especialmente vistas de edificios o calles, y diversos eventos políticos, actos públicos o fiestas de la ciudad.